# ۶۲۴ (میلادی)
۶۲۴ (میلادی) ششصد و بیست و چهارمین سال تقویم میلادی است.

## زادگان
یزدگرد سوم: واپسین شاهنشاه ساسانی.

## درگذشتگان
‎